# Haus Jorat

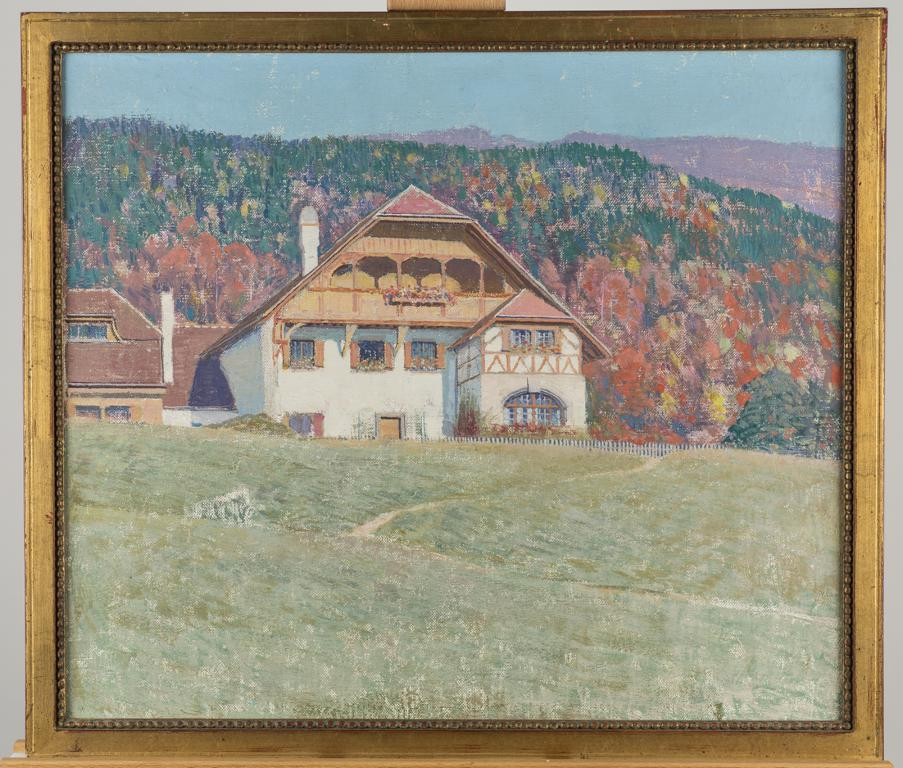
Léo-Paul Robert, Le Jorat, Öl auf Leinwand, 1908

Das Haus Jorat (französisch Le Jorat) ist ein Wohnhaus der Familie des Malers Léo-Paul Robert beim Dorf Orvin im Schweizer Jura. Der Name leitet sich von der waldreichen, gleichnamigen Kalkmoräne Jorat im Kanton Waadt ab, auf der es liegt.

## Geschichte
Das Haus steht auf einer Höhe von 750 m ü. M. im Südwesten des Dorfes und wurde nach einem Jahr Bauzeit im August 1907 von Léo-Paul Robert und seiner Familie als Sommerresidenz bezogen. Es war Rückzugs- und Inspirationsort für die Familie Robert inmitten unberührter Natur.

«Deplus en plus mes yuex sont blessés par toutes les innovations et tous les vandalismes que Bienne m’inflige.»

„Immer mehr werden meine Augen verletzt durch all die Erneuerungen und den Vandalismus, die mir Biel aufzwingen.“

Die Idee, hier eine Familienresidenz zu errichten, geht bis auf die zweite Hälfte des 19. Jahrhunderts zurück, als Paul von seinem Schwiegervater Aurèle erstmals von diesem Landstrich erfuhr. Er lobte ihn in den höchsten Tönen, indem er schrieb: «je ne puis te dire, mon cher Paul, combien j’en ai joui en pensant combien tu y seras heureux». Erst 38 Jahre später erfüllte sich der Traum.
Zu dem Anwesen gehört das Grundstück im gesamten unteren Teil des Crèt du Jorat einschliesslich der Quelle des Baches Scé. Ab 1906 bemühte sich Paul-André um den Kauf eines ausreichend grossen Grundstückes. Trotz Aurèles Empfehlung dachte er zunächst an die Gegend rund um Vauffelin weiter östlich, dann an Geissboden oberhalb von Orvin, doch nach einem Besuch am 14. August 1906 kam er auf den endgültigen Ort Le Jorat zurück. Sein Tagebucheintrag dazu lautete: J’est bien isolé …! Der Bauplan wurde von Léo-Paul selbst gezeichnet. Es wurde als Sommerresidenz errichtet, da keine Heizung eingebaut wurde.
Nach den Wünschen des Bauherrn wurde eine Saison nach Bezug des Hauses im April 1908 angrenzend ein Malatelier gebaut, damit der Künstler auch dort seiner Tätigkeit nachgehen konnte. In dieser abgeschiedenen Bergregion entstanden hunderte von Bildern des Künstlers, später auch von seinem Sohn Paul-André. 1914 wurde ein Telefon aufgehängt; 1916 wurde Léo-Paul Ehrenbürger der Gemeinde.
Ab 1915 war die Familie dauerhaft im Sommer zwischen April und Spätherbst im Haus Jorat, wo Léo-Paul 1923 starb. Den Winter verbrachte die Familie in Saint-Blaise im Kanton Neuenburg. 1919 wurde der Speicher des Hauses als Bildlager umgebaut, wo nicht nur seine eigenen Werke aufbewahrt wurden, auch die anderer Familienmitglieder wie beispielsweise die von Léopold und Aurèle Robert.
1927 wurde eine Wasserleitung zum Haus geführt, und im Erdgeschoss entstand ein Badezimmer. Wie testamentarisch bestimmt, traten die vier jüngsten Geschwister das Erbe von Haus Jorat an. Paul-André übernahm das Haus, nachdem er seine Geschwister ausgezahlt hatte. Noch heute ist das Haus im Privatbesitz und wird von der Stiftung Sammlung Robert verwaltet und erhalten. Haus, Atelier und der ausgedehnte Garten haben die Zeiten bis heute fast unverändert überdauert.